# Barbara (2012)
Barbara ist ein deutsches Filmdrama von Christian Petzold aus dem Jahr 2012 mit Nina Hoss und Ronald Zehrfeld in den Hauptrollen. Das Drama, für das Petzold auch das Drehbuch verfasste, ist zur Zeit der DDR im Jahr 1980 angesiedelt und stellt eine Ärztin in den Mittelpunkt, die an ein Provinzkrankenhaus versetzt wird, nachdem sie einen Ausreiseantrag gestellt hat. Barbara wurde von Florian Koerner von Gustorf und Michael Weber in Zusammenarbeit mit dem ZDF und Arte produziert.
Der Film wurde am 11. Februar 2012 im Wettbewerb der 62. Berlinale uraufgeführt. Der deutsche Kinostart erfolgte am 8. März 2012.
Im August 2012 wurde Barbara als offizieller Kandidat Deutschlands auf eine Oscar-Nominierung in der Kategorie Bester fremdsprachiger Film ausgewählt. Der Film erhielt jedoch keine Nominierung.

## Handlung
Die DDR, im Sommer 1980: Die Ost-Berliner Ärztin Barbara wurde nach Stellung eines Ausreiseantrags inhaftiert und anschließend von der Charité in ein Provinzkrankenhaus an der Ostseeküste strafversetzt. Dort arbeitet sie von nun an in der Kinderchirurgie, die unter Leitung des Arztes André Reiser steht. Reiser wird von dem Stasi-Offizier Klaus Schütz auf Barbara angesetzt. Diese verhält sich misstrauisch und äußerst distanziert zu den Kollegen. Bereits an ihrem ersten Arbeitstag, als Reiser sie nach Hause fährt, ahnt Barbara, dass er auf sie angesetzt wurde. Er erkundigt sich nicht nach ihrem Werdegang und kennt ihre Adresse. Auch muss Barbara in der Folge von Schütz angeordnete Hausdurchsuchungen und Ganzkörperkontrollen über sich ergehen lassen.
Barbaras berufliche Fähigkeiten beeindrucken Reiser, als sie bei der jungen Ausreißerin Stella seine Diagnose infrage stellt und eine durch Zecken übertragene Meningitis diagnostiziert. Barbara kümmert sich aufopferungsvoll um Stella. Das Mädchen ist aus dem Jugendwerkhof Torgau geflohen und erwartet ein Kind. Stella wünscht sich, das Baby nach der Entbindung zu behalten und mit diesem in den Westen zu flüchten. Reiser wiederum gewinnt Barbaras Respekt, als er in einem selbsteingerichteten Labor im Krankenhaus ein Serum für die Patientin herstellt. Gleichzeitig ist er genau wie Barbara den schönen Künsten zugetan und versucht, sie mit einer Eigeninterpretation des Gemäldes Die Anatomie des Dr. Tulp zu beeindrucken. Er weiht sie außerdem in den Grund seiner eigenen Versetzung in die Provinz ein: Eine junge Assistenzärztin, die unter Reisers Aufsicht stand, hatte zwei importierte Brutkästen falsch bedient, woraufhin zwei Säuglinge erblindeten. Der Vorfall wurde vertuscht, Reiser aber von Eberswalde in das Provinzkrankenhaus an der Ostsee strafversetzt. Die Stasi erwartet außerdem von Reiser, Berichte an Schütz zu liefern, nun über Barbara. Barbara bezweifelt die Geschichte und stellt Reiser eine Frage nach dem Typ der Inkubatoren, die dieser nicht beantwortet.
Parallel dazu bereitet ihr Geliebter Jörg heimlich von der BRD aus Barbaras Flucht in den Westen vor. Barbara erhält das Geld für die Flucht über die Ostsee. Sie trifft sich mit Jörg heimlich im Wald und im Rostocker Interhotel. Er macht ihr dabei den Vorschlag, selber in die DDR überzusiedeln, was Barbara aber strikt ablehnt. Ebenso gibt er ihr zu verstehen, dass sie nach der erfolgreichen Flucht ihre berufliche Karriere aufgeben könne, da er genug für sie beide verdiene.
Neuer Patient der Klinik ist unterdessen der Jugendliche Mario, der sich aus Liebeskummer aus dem Fenster gestürzt hat. Obwohl erste Tests positiv ausfallen, fürchtet Reiser, den Jungen am offenen Gehirn operieren zu müssen. Der Verdacht bestätigt sich, als Marios Freundin Angie von dessen plötzlicher Gefühlskälte berichtet.
An dem Wochenende, an dem Barbara ihre Flucht über die Ostsee nach Dänemark plant, überschlagen sich die Ereignisse. Reiser hat mit einem auswärtigen Spezialisten Marios Operation für Samstagabend vereinbart, Barbara soll die Anästhesie übernehmen. Am selben Tag wird sie vorher Zeugin davon, wie Reiser die schwerst krebskranke Ehefrau von Schütz heimlich mit Morphium versorgt. Als Reiser Barbara zu sich nach Hause zum Essen einlädt und ihr eine Ausgabe der Aufzeichnungen eines Jägers von Iwan Turgenjew schenkt, in der eine Geschichte über einen Kreisarzt enthalten ist, duzen sich beide erstmals. Barbara küsst Reiser und flüchtet daraufhin in ihre Wohnung. Dorthin gelangt die verletzte Stella, die erneut aus Torgau geflohen ist. Barbara bleibt der Operation von Mario fern, versorgt die geschwächte junge Frau notdürftig mit Schmerzmitteln und Koffein und fährt mit ihr zur vereinbarten Stelle an der Ostseeküste, um den Fluchthelfer zu treffen. Sie überlässt Stella ihren Platz in einem kleinen, von einem AquaScooter gezogenen Schlauchboot. Überraschend für Reiser – Schütz und er hatten in der Nacht Barbaras Wohnung verlassen vorgefunden – kehrt sie am Morgen ins Krankenhaus zurück, wo sie Reiser am Krankenbett des frisch operierten Mario antrifft.
Mit dieser Einstellung und einer Schwarzblende endet der Film.

## Entstehungsgeschichte

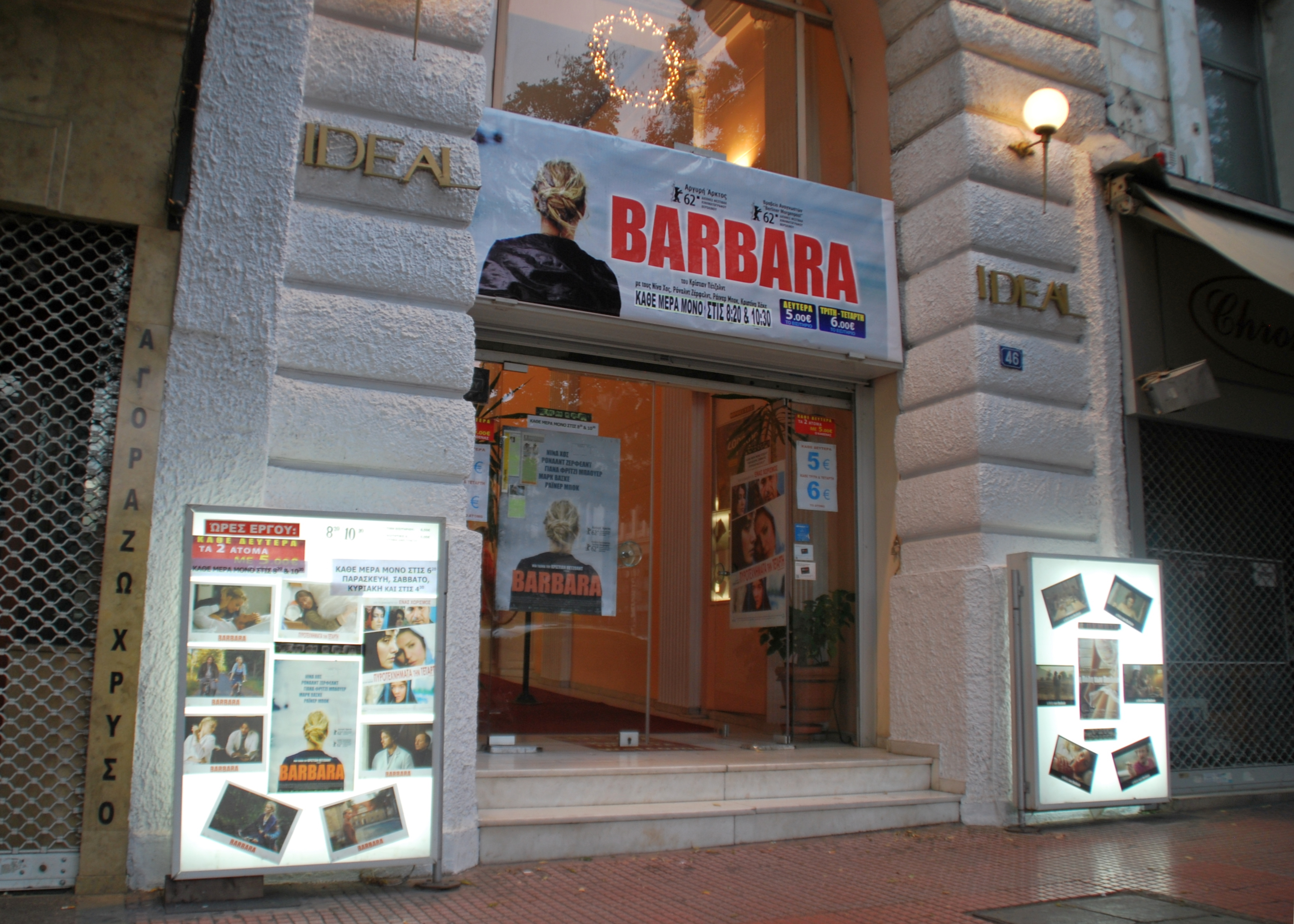
Barbara 2012 in einem Athener Programmkino

Die Anfänge des Filmprojekts reichen laut Regisseur Christian Petzold, Sohn von DDR-Flüchtlingen, bis zum Anfang der 2000er Jahre zurück, als er die Novelle Barbara des Österreichers Hermann Broch (1886–1951) entdeckte. Diese ist Ende der 1920er Jahre angesiedelt und berichtet von einer kommunistischen Widerstandskämpferin, die in einem Krankenhaus arbeitet und sich in einen Arzt verliebt. Petzold konnte sich jedoch eine Verfilmung dieses Milieus nicht vorstellen. Erst 2006 kam ihm das Werk wieder in Erinnerung, nachdem er einen Arzt aus Fürstenwalde kennengelernt hatte, der ihm über die Praktiken berichtete, die DDR-Ärzte nach gestellten Ausreiseanträgen zu erdulden gehabt hätten. Männer seien in Erziehungsmaßnahmen gesteckt und später als Militärärzte eingesetzt worden, während Frauen in Provinzkrankenhäuser versetzt worden seien.
Für die Titelrolle verpflichtete Petzold die deutsche Schauspielerin Nina Hoss, mit der er bereits in Toter Mann (2002), Wolfsburg (2003), Yella (2007) und Jerichow (2008) zusammengearbeitet hatte. Hoss bemerkte anlässlich der Berlinale 2012, dass zwischen ihr und dem Regisseur auch bei Drehpausen „immer ein Dialog über Filme“ bestehe und sich beide über die Filme gemeinsam sehr entwickelt hätten („Weil wir immer wieder neugierig aufeinander sind.“). Für die männliche Hauptrolle des André Reiser wurde der ostdeutsche Schauspieler Ronald Zehrfeld verpflichtet, der zum ersten Mal einen Intellektuellen verkörperte („Ich habe zuerst richtig mit der Rolle des Arztes gehadert und mich gefragt, nimmt man so einem Vieh wie mir den Akademiker überhaupt ab?“). In Vorbereitung sahen sie viele Filme, darunter Werke von Claude Chabrol sowie Howard Hawks’ Haben und Nichthaben (1944) und Händler der vier Jahreszeiten (1972) von Rainer Werner Fassbinder, die Petzold eigenen Angaben zufolge besonders beeindruckt hätten.
„Wir wollten das filmen, was zwischen den Menschen ist, sich aufgetürmt hat, was sie misstrauen lässt, oder vertrauen, abwehren und annehmen“, so der Regisseur. Vor den Dreharbeiten standen ausführliche Leseproben mit allen Schauspielern in Berlin an.
Die Filmsets wurden zwei Monate vor Drehbeginn vom Szenenbildner Klaus-Dieter Gruber erstellt, wobei laut Petzold bei jedem Gegenstand Wert auf historische Authentizität gelegt wurde. Die Schauspieler hätten sich Räume und Gegenstände dann in Vorbereitung zu eigen gemacht. Die Dreharbeiten begannen am 16. August 2011 und gingen bis Oktober, da Petzold die Farbigkeit des beginnenden Herbstes mit leichten Brauntönen einfangen wollte. Petzold selbst erwähnte in seiner „Director’s Note“ zu Barbara, dass die DDR in den Filmen der letzten Jahre „entsättigt“ dahergekommen sei, ohne Farben, Wind und stattdessen „das Grau der Grenzübergänge“ vorgeherrscht hätte. Der Film ist im weitesten Sinn als Liebesdrama angelegt und Kameramann Hans Fromm verwandte relativ viele Gegenschuss-Einstellungen mit hoher Auflösung.
Der Großteil der Dreharbeiten fand in Kirchmöser, in Brandenburg an der Havel, statt, wo sich ein seit mehreren Jahren leerstehendes Krankenhaus, die ehemalige HNO-Klinik des Bezirkskrankenhauses Brandenburg/Havel, befand. Für die Dreharbeiten mussten die Versorgungsleitungen wiederhergestellt werden, teilweise wurden Wände herausgenommen, um den Flur in eine Flucht zu verwandeln. Die restlichen Motive wurden hinzugebaut. Weitere Dreharbeiten fanden in Mecklenburg-Vorpommern (Ahrenshoop) sowie am alten Bahnhof von Schneidlingen (Sachsen-Anhalt) statt. Die Szenen wurden weitgehend chronologisch gedreht, mit Ausnahme der Kussszene zwischen Barbara und Reiser. „[…] so eine Szene möchte ich aus zwei Gründen aus der Chronologie reißen: Erstens, wenn man das schon am achten Tag dreht, dann hat man den Kuss für die restlichen Tage in sich und weiß als Schauspieler, wo man hinkommt. Und zweitens, wenn es nicht gut ist, kann man es nochmal machen“, so Petzold.
Erste Standbilder aus dem Film von Fotograf Christian Schulz wurden im Dezember 2011 im Rahmen der Doppelausstellung Am Set in der Deutschen Kinemathek in Berlin gezeigt.

## Kritiken
Barbara wurde am 11. Februar 2012 im Wettbewerb der 62. Internationalen Filmfestspiele Berlin uraufgeführt. Die Fachkritik lobte Petzolds Regiearbeit überwiegend und zählte diese zu den Mitfavoriten auf den Hauptpreis des Filmfestivals.
Verena Lueken (Frankfurter Allgemeine Zeitung) lobte den Film für seine Darstellung des Staatssicherheits-Apparats der DDR, gegen den Florian Henckel von Donnersmarcks Das Leben der Anderen wie ein „Boheme-Märchen“ wirke. Sie bemerkte „große Kinobilder“, die an den amerikanischen Film erinnern würden und die Geräuschkulisse, einen „DDR-Soundtrack aus Originaltönen, der einen auf die Stuhlkante zwingt wie in einem Thriller“. Die Darstellung von Nina Hoss beschrieb sie als „so spröde, als sei ihre Seele rissig geworden“.
Susan Vahabzadeh (Süddeutsche Zeitung) beschrieb Barbara als grandiosen deutschen Auftakt und makellosen Film. Die Konstellation erinnere ein wenig an Roland Gräfs DEFA-Film Die Flucht (1977), die Titelfigur erscheine wie in Petzolds vorangegangenen Filmen wie eine „Untote“. Der Regisseur schicke „seine Figuren immer wieder an die Grenzen zwischen Leben und Tod, zwischen Traum und Wirklichkeit, auf die Suche nach Erlösung.“ Als Film über die DDR sei Barbara dadurch so „großartig“, da „das Verhalten eines Individuums zum Staat tatsächlich zu einer ganz individuellen Frage“ gemacht werde. Vahabzadeh verwies ebenso auf die überwältigend schönen Landschaftsaufnahmen und das Nebeneinander der Szenen in Barbaras schäbiger Wohnung.
Daniel Sander (Spiegel Online) bemerkte eine in Petzolds Werken bisher ungekannte Wärme, die den hochspannenden Film nach dem unterkühlten Anfang immer mehr durchdringe. Es handle sich um ein „selten stimmiges Porträt der DDR“, dem Sander Preischancen zugestand. Er lobte die „perfekt komponierte“ Kameraarbeit von Hans Fromm und die Darstellung von Nina Hoss. Petzold baue „kunstvoll eine Atmosphäre der ständigen Bedrohung auf“.
Laut Hanns-Georg Rodek (Die Welt) zeige der klare und geradlinige Film das „‚System Petzold’ in Perfektion“, das „ökonomisch“ sei und „keine Geste, kein Wort, keine Kamerabewegung“ zu viel enthalte, jede Szene sei ein „eigener, kleiner Spannungsbogen für sich“. Auch Rodek wies auf die Geräuschkulisse hin, die praktisch völlig auf Musik verzichte. Gleichzeitig habe sich der Regisseur von den „doppelten, metaphysischen Ebenen“ der vorangegangenen Filme Gespenster und Yella gelöst. Zu Recht habe der Film den „allerbesten Platz“ erhalten – die Galavorstellung am Samstagabend des ersten Berlinale-Wochenendes.
Jan Schulz-Ojala (Der Tagesspiegel) hingegen kritisierte die „Festumrissenheit“ in Geschichte, Schauspielführung und dramaturgischen Mitteln, was den Film kleiner mache als Gespenster oder Yella und zu einem kleinen „Verlust“ für Petzolds Kino führe. „Nirgends ein schwindlig machendes Rätsel, das den ganzen Film umfasst, nirgends jenes Gefühl, zu fliegen, bloß weil man – scheinbar zärtlich – den Boden unter den Füßen weggezogen bekommt“, so Schulz-Ojala.
Tim Schleider urteilte in der Stuttgarter Zeitung: „Die Geschichte, die der Regisseur mit seinen wunderbaren Darstellern erzählt, trifft den Zuschauer im Hier und Jetzt. Deswegen interessiert sie ihn. Diese DDR-Geschichte ist ein deutscher Film, so kraftvoll und aktuell, wie man ihn sich nur wünschen kann.“
Fritz Göttler schrieb in der Süddeutschen Zeitung: „Christian Petzolds Film Barbara ist kühl, ohne Anbiederung und voreilige Verständnisseligkeit, er ist bewegend und trifft einen ins Herz.“

## Auszeichnungen
Der Film erhielt 2012 eine Einladung in den Wettbewerb um den Goldenen Bären der Internationalen Filmfestspiele Berlin, wo Christian Petzold den Silbernen Bären für die beste Regie erhielt. Im Rahmen des Filmfestivals gewann Barbara auch den Leserpreis der Berliner Morgenpost. Im selben Jahr wurde Nebendarstellerin Jasna Fritzi Bauer für ihre Darstellung der Stella für den Deutschen Schauspielerpreis nominiert. Bei Bekanntgabe der Nominierungen für den Deutschen Filmpreis 2012 führte Barbara das Feld der favorisierten Filme mit acht Nominierungen an (Bester Spielfilm, Hauptdarsteller – Ronald Zehrfeld, beste Regie, Drehbuch, Kamera, Schnitt, Kostümbild, Tongestaltung), wurde aber nur mit dem Filmpreis in Silber in der Kategorie Bester Spielfilm ausgezeichnet. Es folgten Nominierungen für den Europäischen Filmpreis 2012 (bester Film, beste Darstellerin – Nina Hoss, Publikumspreis).
Die Auslandsvertretung der deutschen Filmbranche, German Films, wählte Barbara Ende August 2012 als offiziellen Kandidaten für eine Oscar-Nominierung in der Kategorie Bester fremdsprachiger Film aus. Damit setzte sich Petzolds Film gegen die sieben ebenfalls nominierten Produktionen Abschied von den Fröschen von Ulrike Schamoni, Hannah Arendt von Margarethe von Trotta, Hotel Lux von Leander Haußmann, Kriegerin von David Wnendt, Schutzengel von Til Schweiger, This Ain’t California von Martin Persiel und Die verlorene Zeit von Anna Justice durch. Der Film schaffte es jedoch nicht in die engere Auswahl der Academy und erhielt keine Oscar-Nominierung.
Im Jahr 2013 wurde der Film mit dem Preis der deutschen Filmkritik 2012 in den Kategorien bester Spielfilm und Schnitt ausgezeichnet.
Die Deutsche Film- und Medienbewertung FBW in Wiesbaden verlieh dem Film das Prädikat besonders wertvoll.